# Falkenstein an der Ranna (zřícenina hradu)
Falkenstein an der Ranna je zřícenina hradu v okrese Rohrbach v Horním Rakousku. Byl založen pány z Falkenštejna jako rozsáhlá pohraniční pevnost v dominantní poloze nad říčkou Ranna, první zmínka pochází z roku 1140. Po vymření zakladatelského rodu se v 2. polovině 13. století dostal do vlastnictví českých Vítkovců. Historicky významnou osobností byl Záviš z Falkenštejna.

## Poloha
Zřícenina hradu se nachází nad ústím řeky Ranna do Dunaje, na skalním žebru ze tří stran strmě spadajícím do údolí. Nachází se 490 m nad mořem. Leží v blízkosti stejnojmenné osady Falkenstein, která je součástí obce Hofkirchen im Mühlkreis.

## Popis
Rozsáhlý hradní komplex má zastavěnou plochu 2960 m². Pozdně gotické předhradí s podélnou budovou, vstupní branou a zbytky otevřené bašty na severní straně, je chráněno 25 až 30 m širokým příkopem. Horní hrad se rozkládá na nepravidelném půdoryse. Jeho dominantou jsou dvě věže. Vně hradu, cca 80 m proti hlavnímu hradnímu vstupu, stojí další vysoká okrouhlá věž o výšce 17 m se vstupem 4,5 m nad zemí, chránící studnu, z níž vedlo podzemní vodovodní potrubí zásobující hrad. Věž pochází z roku 1489.

## Historie
Hrad byl pravděpodobně postaven již v polovině 11. století, ovšem první písemná zmínka o něm pochází z roku 1140, kdy se připomíná Adalram de Valchenstain − první historicky doložený člen šlechtického rodu Falkensteinů. Z řad Falkensteinů dále pocházel pasovský ministeriál Kalhoch II. z Falkenštejna (Kalhoch von Falkenstein), který v roce 1218 povolal premonstráty do kláštera Schläglu. Jeho dcera Perchta, poslední dědička rodu, se někdy v průběhu čtyřicátých let 13. století provdala za Budivoje ze Skalice. Hrad přešel na české Vítkovce po roce 1269, kdy se dědicem stal Budivojův a Perchtin syn Záviš z Falkenštejna. Ten v roce 1277 na hrad Falkenstein uprchl z Čech po vzpouře proti českému králi Přemyslu Otakaru II. Později pobýval častěji na Moravě a v letech 1283 – 1288 na dvoře krále Václava II. Po Závišově popravě v roce 1290 hrad Falkenstein oblehl rakouský vévoda Albrecht I. Habsburský a vyhladověním donutil českou posádku k jeho vydání. V dalších dobách zde sídlili pasovští purkrabí, kteří se také psali po tomto hradě. V roce 1346 přešel hrad na rakouské vévody. Ale již roku 1351 zastavil vévoda Albrecht II. Habsburský hrad pánům von Walsee, kteří byli postupně vystřídáni rody von Hals, 1440 - 1490 von Oberheimer (ti zde vystavěli roku 1489 vodní věž), 1490 – 1515 von Prüschenk, 1515 – 1527 von Willinger a od roku 1527 von Herberstein. V roce 1572 hrad vyhořel, ale byl znovu obnoven. Když v roce 1605 panství získal Heinrich Salburg, bylo sídlo a centrum panství přeneseno do nedalekého Altenhofu a starý hrad pustnul. Přesto byl do roku 1887 částečné obýván lesní správou. Roku 1860 se zřítil palác a při bouři v roce 1911 byly zničeny zbývající střechy.